# Batalla d'Alameda
La batalla d'Alameda o batalla d'Al-Mussara (àrab: معركة المُصَارَة, maʿrakat al-Muṣāra) de 756 forma part de l'establiment per Abd-ar-Rahman I ad-Dàkhil d'un emirat omeia independent del Califat de Damasc a la península Ibèrica.

## Antecedents
Com que els amazics no estaven disposats a ajudar-lo en una hipotètica presa del poder, Abd-ar-Rahman I ad-Dàkhil va decidir passar a una Hispània enfrontada entre kalbites i qaisites i iemenites, traient profit de la situació i de l'arribada de clients dels omeies dirigits per Balj ibn Bixr, que van formar una sèrie de junds sirians que en certa manera van agafar el control de part d'Andalusia. Badr preparà el terreny i va obtenir una sèrie de suports i llavors Abd-ar-Rahman va venir del Marroc desembarcant a Almuñécar el 14 d'agost del 755. Es va instal·lar a Torrox.
El 756 Ixbíliya li va obrir les portes, i llavors va atacar Qúrtuba, defensada per Abd-ar-Rahman Abu-l-Zayd, fill del valí Yússuf al-Fihrí i el va vèncer a Marj Ràhita; Qúrtuba va quedar assetjada; deu mil homes es van encarregar del setge sota la direcció de Tammam ibn Àlqama, un dels xeics que li havia donat suport des del primer moment; el cap iemenita Abu-s-Sabah el va intentar matar però no fou secundat pels seus soldats, i poc temps després fou executat. Poc després el nou emir entrava a Qúrtuba on va deixar de governador a Abu-Uthman. Però Yússuf al-Fihrí no havia deposat les armes i va intentar recuperar Qúrtuba atacant per la vall de Navafría, i va entrar a la ciutat però va haver de fugir quan Abd-ar-Rahman va retornar amb els seus homes.

## Batalla
Abd-ar-Rahman I ad-Dàkhil va marxar contra les forces de l'emir Yússuf al-Fihrí i el seu lloctinent as-Sumayl ibn Hàtim al-Kilabí. L'enfrontament va tenir lloc a al-Mussara, a les portes de la capital, el 14 i 15 de maig del 756; l'omeia va obtenir una victòria completa i alguns xeics que donaven suport a Yússuf hi van morir.

## Conseqüències
Yússuf al-Fihrí i as-Sumayl es van retirar a Granada fins que Yússuf, per consell d'as-Sumayl, va abdicar del títol d'emir i va reconèixer el príncep omeia Abd-ar-Rahman I ad-Dàkhil com a emir, els xeics el van reconèixer igualment, i el país va quedar pacificat. El nou emir va fer suprimir de la khutba (oració) el nom del califa deixant entendre que ara el seu emirat era independent del califat abbàssida. Yússuf al-Fihrí i as-Sumayl van tornar a intentar recuperar el poder el 759, però sense èxit.